# Whitemans Pond
Pour les articles homonymes, voir Whiteman.
Whitemans Pond est un petit lac de barrage canadien sur la Spray River, au sud-ouest de Canmore, dans l'Alberta.